# آندره ساکس
آندره ساکس (انگلیسی: Andrew Saks) (زاده ۱۸۴۷ - درگذشته ۱۹۱۲) بازرگان و کارآفرین آمریکایی-آلمانی یهودیتبار بود، که در سال ۱۸۹۸ فروشگاه زنجیره‌ای ساکس فیفت اونیو را تأسیس نمود.